# Тео-Бен Гуріраб
Тео-Бен Гуріраб (англ. Theo-Ben Gurirab; 23 січня 1938 — 14 липня 2018) — намібійський політик, прем'єр-міністр Намібії (з 28 серпня 2002 по 20 березня 2005 року). До цього він був міністром закордонних справ країни з 1990 по 2002 роки іта президентом Генеральної Асамблеї ООН у 1999—2000 роках. Він був спікером Національної асамблеї Намібії з 2005 по 2015 роки . У 2015 році Гуріраб пішов з політики.

## Раннє життя та освіта
Гуріраб народився 23 січня 1938 року в Усакосі в регіоні Еронго. У 1960 році він отримав диплом в Augustineum Training College в Окаханджі, а у 1964 році у вигнанні в США вивчав політичні науки в Університеті Темпл в Пенсільванії.

## Політична кар'єра
Гуріраб перебував у вигнанні з 1962 по 1989 роки. Він втік спочатку в Танганьїку, де отримав стипендію ООН на навчання у Сполучених Штатах. Він був асоційованим представником Місії СВАПО при ООН та Сполучених Штатах з 1964 по 1972 роки, потім головою Місії СВАПО при ООН з 1972 по 1986 роки. Згодом він був секретарем SWAPO з закордонних справ у 1986—1990 роках.
Гуріраб був членом Установчих зборів СВАПУО з листопада 1989 по березень 1990 року напередодні незалежністі Намібії, і «ключовим розробником» Конституції Намібії. З 1990 по 2015 рік сходив до Національної Асамблеї. Він також був членом ЦК і Політбюро СВАПО. Гуріраб став міністром закордонних справ у 1990 році до 27 серпня 2002 року, коли його призначено на посаду прем'єр-міністра президентом Самом Нуйомою, замінивши Хаге Гейнгоба.
Служачи міністром закордонних справ, він був обраний Головою Генеральної Асамблеї Організації Об'єднаних Націй 14 вересня 1999 року до вересня 2000 року Серед досягнень Гуріраба в ООН було завершення переговорів щодо реінтеграції Волфіш-Бей до складу Намібії, згідно з резолюцією 432 Ради Безпеки.
Після виборів 2004 року Гуріраба обрано головою Національної асамблеї. На посаду він вступив 20 березня 2005 року.
З 2008 по 2011 роки Гуріраб був президентом Міжпарламентського союзу.
Гуріраб переобраний до Національних зборів на парламентських виборах у листопаді 2009 року, в яких SWAPO зберегла більшість місць.19 березня 2010 року Гуріраба одностайно переобрано на посаду Голови Національної асамблеї.
20 березня 2015 року Гуріраба на посаді спікера замінив Петер Катджавіві.

## Смерть
Гуріраб помер у лікарні Віндгука 14 липня 2018 року з природних причин.

## Нагороди
- 1999: Доктор юридичних наук, Університет Намібії[4]
- Орден Сонця першого класу[4]
- з 2002 року — член Міжнародного Фонду Рауля Валленберга[11]
- 2000: Почесний професор Китайського університету закордонних справ, Пекін. Гуріраб став третім іноземцем, якому надано цю посаду.[11]
- 2000: Член-засновник Фонду олімпійського перемир'я в Афінах[11]
- 2011: Почесний президент Міжпарламентського союзу.[11]